# Eulalia aurea
Eulalia aurea là một loài thực vật có hoa trong họ Hòa thảo. Loài này được (Bory) Kunth mô tả khoa học đầu tiên năm 1829.

## Hình ảnh

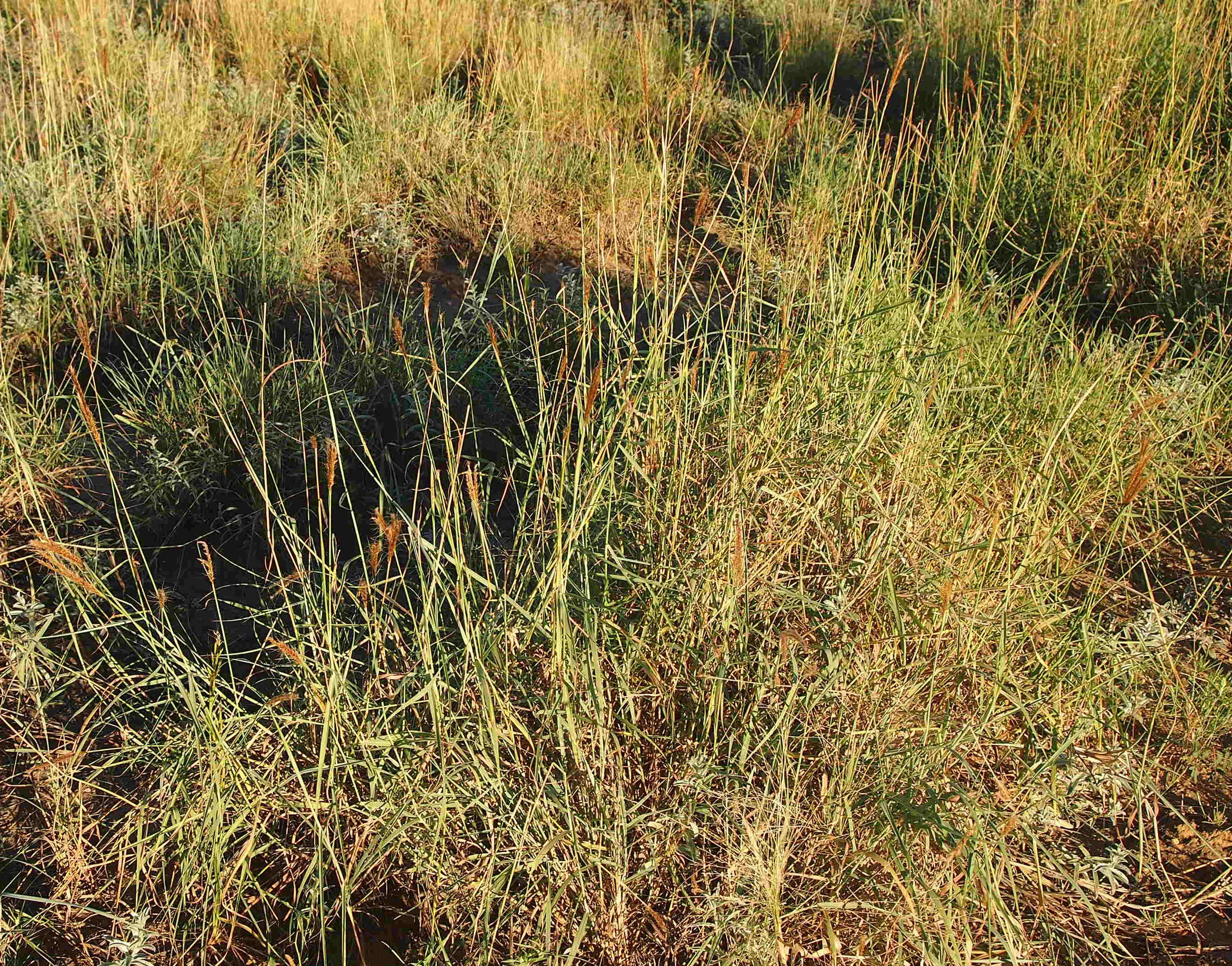
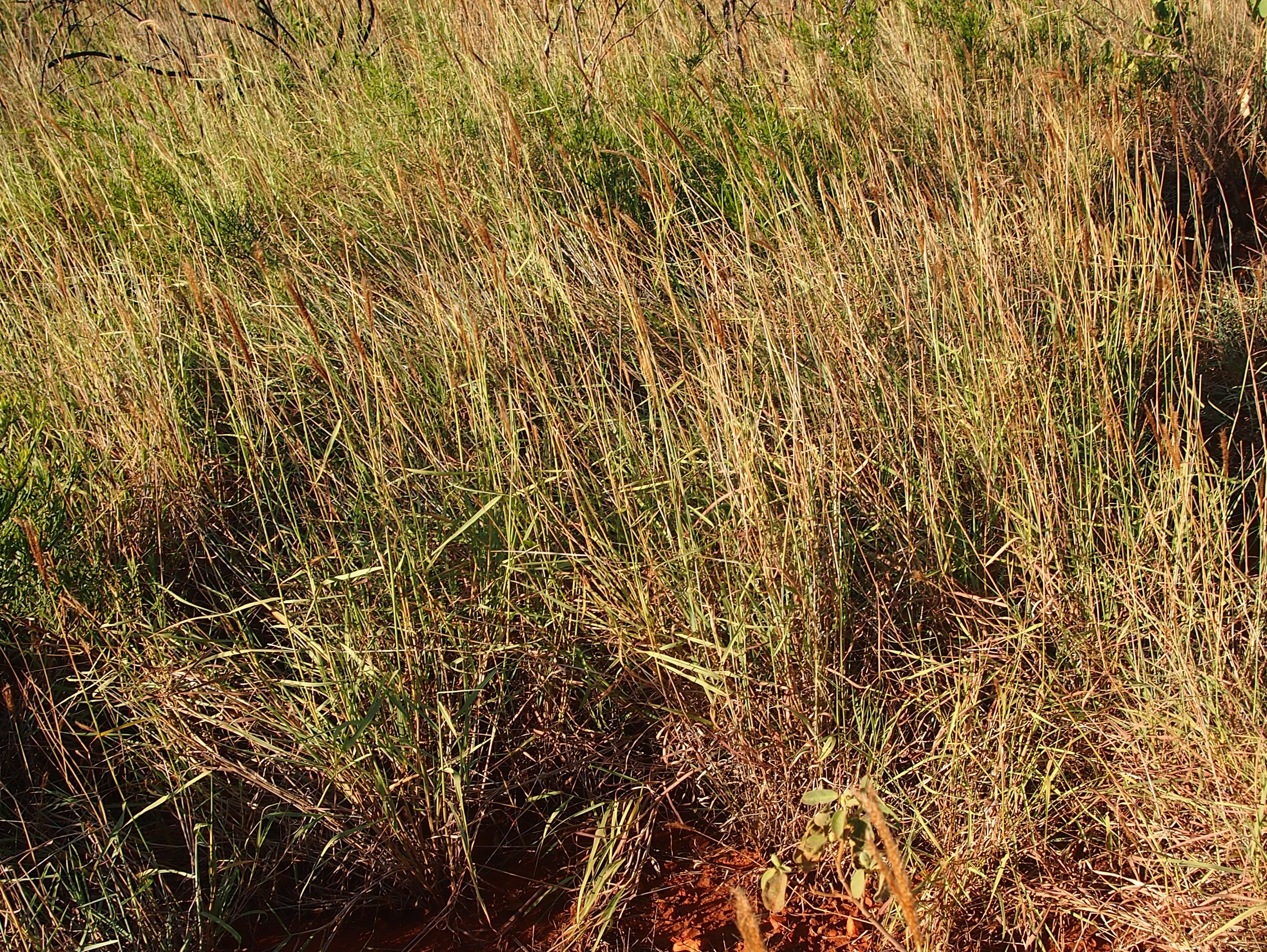
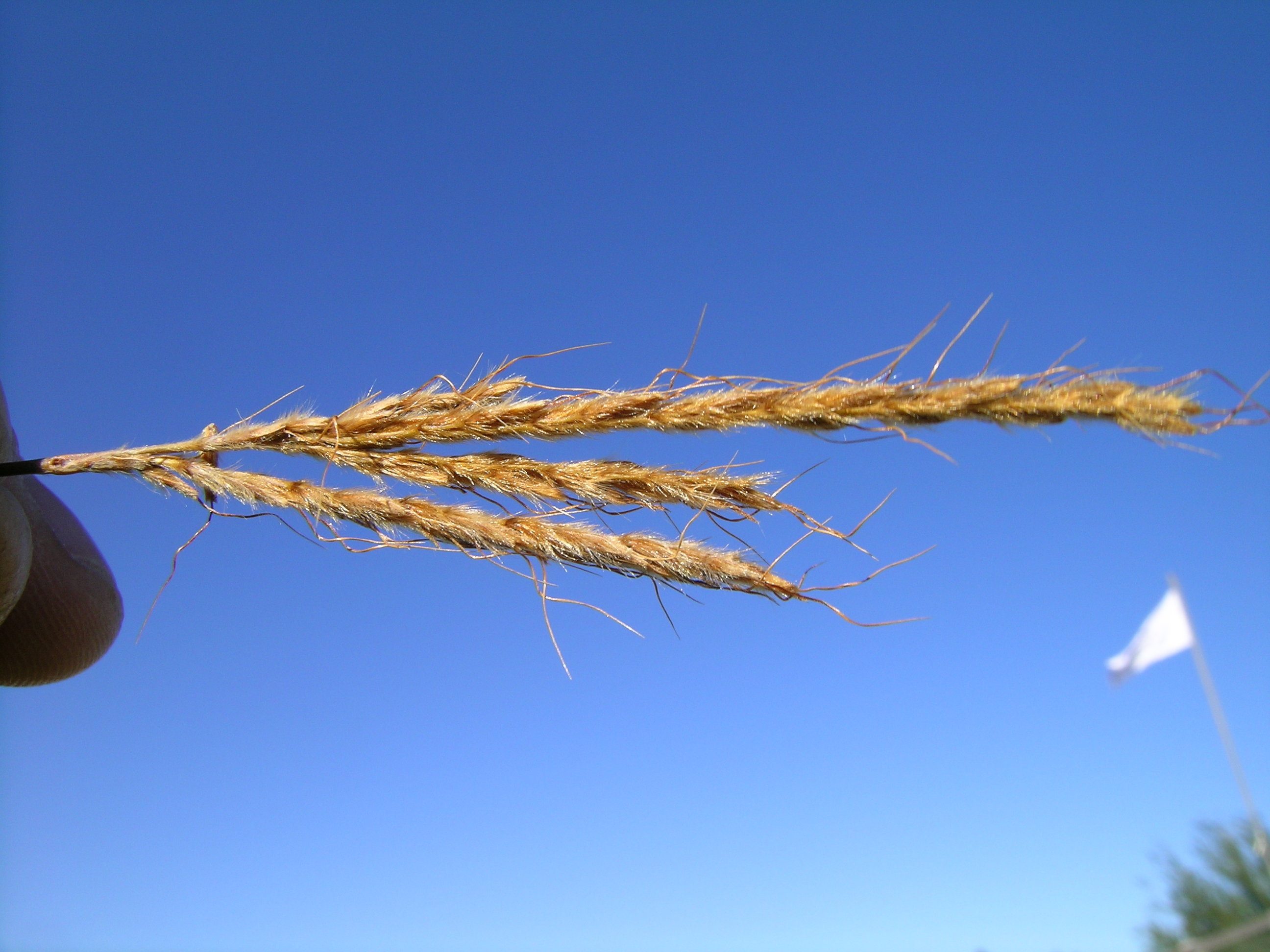